# Marpissa formosa
Marpissa formosa es una especie de araña saltarina del género Marpissa, familia Salticidae. Fue descrita científicamente por Banks en 1892.
Habita en los Estados Unidos.